# Ninad Kamat
Ninad Kamat  to indyjski bollywoodzki aktor, który śpiewa też w playbacku. Gra role drugoplanowe.

## Filmografia

### Aktor
- Zabardast (2007) (w produkcji)
- Kabhi Up Kabhi Down (2007) (w produkcji)
- Laaga Chunari Mein Daag – Karan
- Shiva (film) (2006) – Bollywood
- Lage Raho Munna Bhai (2006) – prawnik Jahnvi
- 7½ Phere (2005)
- Viruddh... Family Comes First (2005) – Saahil
- Dus (2005) – Roy
- Parineeta (2005) – Ajit
- Zeher (2005) – James
- Sangharsh (1999)
- Doli Sajake Rakhna (1998)

### Playback śpiew
- Shiva (film) (2006)
- Darna Mana Hai (2003)